# 健行科技大学
健行科技大学（Chien Hsin University of Science and Technology、 注音: ㄐㄧㄢˋ ㄒㄧㄥˊ ㄎㄜ ㄐㄧˋ ㄉㄚˋ ㄒㄩㄝˊ）は、台湾桃園市にある台湾の科技大学である。前身は、1933年に上海で創立された三極電信学校であり、1966年健行工業専門学校と改称、2003年清雲科技大学と改称、2012年は校名に変更された。
現在は5学院（学部）、13学系（学科）、12研究所（研究科）、6研究センター。先期技術移転の数は全国大学の中で順位第6名。

## 校名由来
校名の「健行」は易経「天行健，君子以自強不息」から。

## 沿革
| 年     | 月日    | 事跡                                        |
| ------ | ------- | ------------------------------------------- |
| 1933年 | 3月3日  | 三極電信学校として開校                      |
| 1948年 |         | 国共内戦の影響で台湾に移転                  |
| 1953年 | 8月     | 台湾に於いて三極電信学校として復興          |
| 1954年 | 8月     | 三極高等電訊職業学校と改称                  |
| 1955年 | 8月     | 三極高等工業職業学校と改称                  |
| 1966年 | 3月     | 健行工業専科学校と改称                      |
| 1994年 | 8月     | 健行工商專科学校と改称                      |
| 1999年 | 8月     | 2年制短期大学に昇格し「健行技術学院」が開学 |
| 2000年 | 1月     | 清雲技術学院と改称                          |
|        | 6月     | ISO9001二千年版認證                         |
| 2002年 | 8月1日  | 緑色能源研究センターを設置                  |
|        | 8月     | 空間情報與防災研究センターを設置            |
|        | 8月27日 | 台湾と中亜文化経貿協会を設立                |
|        | 9月     | 欧亜研究センターを設置                      |
|        | 9月17日 | 運籌管理研究センターを設置                  |
| 2003年 | 8月     | 4年制大学に昇格し、清雲科技大学と改称       |
| 2005年 | 3月15日 | 內政部（総務省）北区e-GPS研究センターを設置 |
| 2012年 | 9月     | 健行科技大学と改称                          |

## 教育研究組織

### 学部
| |  |
| - 電資学部 - 電子工程学科 - 電機工程学科 - 情報工程学科 - 応用空間情報学科 - 工学部 - 機械工程学科 - 土木工程学科 - 管理学部 - 工業工程與管理学科 - 企業管理学科 - 行銷與流通管理学科 - 情報管理学科 - 商学部 - 国際企業経営学科 - 財務金融学科 - 応用外語学科 |  |

### 大学院
- 機械工程研究科
- 電機工程研究科
- 電子工程研究科
- 中亜研究科
- 経営管理研究科
- 空間情報与防災科技研究科
- 国際企業管理研究科
- 工程与環境地物研究科
- 電腦通訊与系統工程研究科
- 情報管理研究科
- 情報工程研究科
- 財務金融研究科
- 工程科技研究科

### 通識教育センター
- 通識教育センター

### 教学卓越センター
- 教学卓越センター

### 学位学程
- 物業管理学位学程
- 晶片系統商管学位学程
- 材料製造科技学位学程
- 資通安全整合与應用学位学程

## 学内共同教育研究施設
- 內政部（総務省）北区e-GPS研究センター
- 欧亜研究センター
- 緑色能源研究センター
- 空間情報與防災研究センター
- 運籌管理研究センター
- 工程与環境地物研究センター

## 付属施設
- 清雲科技大学付属図書館
  - 清雲芸廊
- 計算機センター
- 清雲大学学生寮
- 台湾と中亜文化経貿協会

## 対外関係

### 学術交流協定（双聯学制）
- コロラド大学（アメリカ合衆国）--双聯学制
- Hanoi University of Business and Management（ベトナム）--双聯学制

### 姉妹校
- ロシア
  - モスクワ大学（M.V. Lomonosov Moscow State University , MSU）
  - サンクトペテルブルク大学（Saint Petersburg State University）
  - Moscow State University of Technology "Stankin"
  - 極東技術大学（Far Eastern State Technical University）
  - Moscow Academy of Government and Municipal Management（MAGMU）
  - Moscow Aviation Institute（State University of Aerospace Technologies）（MAI）
  - Moscow State University Of Culture And Arts（MSUC）
  - Moscow State Institute of Radioengineerin, Electronic and Automation(MAI)Russia
  - Sait Petersburg State University of Aerospace Instrumentation
  - Buryat State University
- アメリカ合衆国
  - Murray state University
- イギリス
  - ウェールズ大学（University of Wales Aberystwyth）
  - Nottingham Trent University
  - クイーンズ大学 (アイルランド)（Queen's University Belfast）
- タジキスタン共和国
  - Slavonic University of Tajikistan
- カザフスタン共和国
  - Al - Farabi Kazakh National University
  - Kainar University
  - Kazakh Academic University
  - Kazakhstan Institute of Management, Economics and Strategic Research （KIMEP）
- キルギス共和国
  - Institute of History National academy of science
- アゼルバイジャン共和国
  - Baku State University
- トルコ共和国
  - Suleyman Demirel University
- 韓国
  - 慶一大学校（Kyungil University）
- ベトナム
  - Hanoi University of Technology , HUT
  - Hung Vuong University
- マレーシア
  - Southern College
  - New Era College
  - McOrange College
- パラグアイ
  - National University of Asuncion
- 中国
  - 鄭州大学（Zhengzhou University）
  - 華中科技大学（Huazhong University of Science and Technology , HUST）

## 主な出身者
- 蔡永森 （国立台湾芸術大学美術学院造形藝術研究所教授、古蹟藝術修護学系教授と系主任）
- 盧文祥 （台湾駐シンガポール代表処顧問と経済組組長、元東呉大学法学部教授、世界貿易機関台湾知的財産権首席談判代表、経済部智慧財産局副局長、法務部司法官訓練所導師）
- 黃仁杼 （現在は中華民国第七回立法委員、元桃園県議会議員）
- 沐平波 （桃園県議会議員）
- 廖輝星 （桃園県議会議員）
- 呂林小鳳 （桃園県議会議員）
- 李柏坊 （桃園県議会議員）
- 吳餘東 （桃園県議会議員）
- 徐景文 （桃園県議会議員）
- 周玉琴 （桃園県議会議員）
- 葉發海 （桃園県議会議員）
- 張建隆 （第二、三回国民大会代表、主席團主席、現任桃園県大園郷第十四代鄉長）
- 黃仁杞 （第十三回桃園県議会議員、現任桃園県龍潭郷第十四代鄉長）
- 陳良光 （第一、二回台北市議会議員）
- 葉 占 （新光產物保險公司（TWSE:2888）火險部経理）
- 黃淑貞 （一詮精密工業股份有限公司（TWSE:2486）監察人）
- 楊思宗 （威力盟電子股份有限公司（TWSE:3080）副総経理、愛力盟光電股份有限公司董事と総経理）
- 鮑學禮 （香港邵氏電影公司（港交所:0080）著名な映画監督）

## 主な教員
- 葉聡明 - 経営学者、商学部